# Provinciale weg 570
De provinciale weg 570 (N570) is een verbindingsweg tussen Roermond en de Duitse stad Wassenberg. De weg is in de omgeving van Roermond beter bekend onder de naam Keulsebaan, en de officiële naam werd tot voor kort slechts sporadisch vermeld. Sinds delen van de weg nabij Nationaal Park De Meinweg en Roermond opnieuw zijn ingericht, wordt de N570 veelvuldiger op de bewegwijzeringsborden aangegeven.
Het beginpunt ligt ten zuidoosten van Roermond bij het kruispunt met de N293 die een verbinding vormt met de A73. De weg loopt langs industrieterrein Roerstreek, Herkenbosch en Nationaal Park De Meinweg en passeert ter hoogte van de buurtschap Rothenbach de Duitse grens. Daar gaat de weg over in de L117.
Aan de Noordzijde van Herkenbosch is eind 2008/begin 2009 een rotonde aangelegd om de verkeersonveilige situatie te verbeteren.
N62 · N69 · N251 · N252 · N253 · N254 · N255 · N256/A256 · N257 · N258 · N260 · N261 · N262 · N263 · N264 · N266 · N267 · N268 · N269 · N270/A270 · N271 · N272 · N273 · N274 · N275 · N276 · N277 · N278 · N279 · N280 · N281 · N282 · N283 · N284 · N285 · N286 · N287 · N288 · N289 · N290 · N291 · N292 · N293 · N294 · N295 · N296 · N296n · N297 · N298 · N300 · N321 · N322 · N324 · N329 · N389 · N394 · N395 · N396 · N397

N556 · N562 · N564 · N570 · N572 · N590 · N595 · N598 · N601 · N602 · N605 · N607 · N612 · N613 · N615 · N616 · N617 · N618 · N620 · N622 · N625 · N629 · N631 · N632 · N637 · N638 · N639 · N640 · N641 · N651 · N652 · N653 · N654 · N655 · N656 · N658 · N659 · N660 · N661 · N662 · N663 · N664 · N665 · N666 · N667 · N668 · N669 · N670 · N671 · N673 · N674 · N675 · N676 · N682 · N683 · N686 · N689 · N690 · N831 · N843

Voormalige provinciale wegen: N299 · N551 · N552 · N553 · N554 · N555 · N560 · N561 · N563 · N565 · N566 · N567 · N568 · N571 · N574 · N580 · N581 · N582 · N583 · N584 · N585 · N586 · N587 · N588 · N589 · N591 · N592 · N593 · N594 · N596 · N597 · N603 · N604 · N606 · N608 · N610 · N611 · N614 · N619 · N621 · N623 · N624 · N626 · N628 · N630 · N634 · N642 · N657